# Blythewood
Blythewood – miasto w Stanach Zjednoczonych, w stanie Karolina Południowa, w hrabstwie Fairfield.